# Nymphaeales
Nymphaeales Salisb. ex Bercht. & J.Presl è un ordine di piante acquatiche del clade delle angiosperme basali, note da resti fossili già dal Cretacico inferiore.

## Tassonomia
La classificazione APG IV (2016) assegna l'ordine al clade delle angiosperme basali includendovi le seguenti famiglie:
- Hydatellaceae U.Hamann
- Cabombaceae Rich. ex A.Rich.
- Nymphaeaceae Salisb.

Il sistema Cronquist (1981) includeva nell'ordine Nymphaeales anche le famiglie Nelumbonaceae e Ceratophyllaceae, attualmente assegnate ad altri ordini (rispettivamente Proteales e Ceratophyllales),nonché la famiglia Barclayaceae, cha la classificazione APG ha posto in sinonimia con Nymphaeaceae.